# Soukous Stars
Soukous Stars ist eine 1990 in Zaire (heute Demokratische Republik Kongo) gegründete Band, die sich aus bekannten Größen des Soukous zusammensetzt.
Lokassa Ya Mbongo, Ngouma Lokito, Ballou Canta und Shimita El Diego gründeten die Soukous Stars mit dem Gitarrenspieler Dally Kimoko als Ergebnis ihrer gemeinsamen Erfahrungen in den 1980er Jahren mit der Band Les Quatre Étoiles. Durch Coversongs früherer Hits wie Lagos Nights und Ghana Success wurde die Gruppe bekannt. Nyboma und Dally Kimoko sind ausgeschieden.

## Diskografie
- 1989 Ballou Canta
- 1991 Maclo
- 1993 Gozando
- 1993 Megamix Vol 1 (Lokassa Et Soukous Stars)
- 1996 Pas D'Panique
- 1998 Soukouss Force One
- 1999 Debaba
- 1999 Face To Face